# Ческето (Казерта)
Ческето је насеље у Италији у округу Казерта, региону Кампанија.
Према процени из 2011. у насељу је живело 81 становника. Насеље се налази на надморској висини од 494 м.